# Novi Varoš
Novi Varoš es una aldea de la municipalidad de Stara Gradiška en el condado de Brod-Posavina.

## Historia
Novi Varoš se encuentra a 6 km al norte de Stara Gradiška, en la carretera estatal D5 que, debido a su importancia y alto tránsito, tuvo una gran influencia en el desarrollo de este asentamiento. Hasta el comienzo de la guerra de Croacia, había cinco restaurantes en la aldea. 
Durante la guerra, la aldea fue completamente destruida. Después de la Operación Bljesak, en 1995 cuando Croacia toma su control, el pueblo fue reconstruido. 
El monumento de la parroquia de Stara Gradiska sobre el origen de este pueblo escribe:
"Después de que estos dos grupos (Gornji Varoš y Donji Varoš) se mudaron de la fortaleza y construyeron casas para ellos, unos 40 comerciantes más, algunos artesanos permanecieron en la fortaleza. Y cuando, en 1785, el emperador José II llegó a esta fortaleza, a visitar el fuerte, solicitó gentilmente que los que permanecieran en el fuerte se contaran en su totalidad, y que se les diera un lugar para establecerse. Algunos de los restantes en el fuerte vinieron a Nova Gradiška, mientras que otros se establecieron a lo largo del nuevo camino a Okučani y construyeron casas allí, y el lugar se llamó Novi Varoš".
Hasta la reorganización territorial de Croacia, fue parte de la Municipalidad de Nova Gradiška.

## Población
De acuerdo al censo de 2021, Novi Varoš tenía 113 habitantes.
| Población de Novi Varoš | Población de Novi Varoš | Población de Novi Varoš | Población de Novi Varoš | Población de Novi Varoš | Población de Novi Varoš | Población de Novi Varoš | Población de Novi Varoš | Población de Novi Varoš | Población de Novi Varoš | Población de Novi Varoš | Población de Novi Varoš | Población de Novi Varoš | Población de Novi Varoš | Población de Novi Varoš | Población de Novi Varoš | Población de Novi Varoš |
| ----------------------- | ----------------------- | ----------------------- | ----------------------- | ----------------------- | ----------------------- | ----------------------- | ----------------------- | ----------------------- | ----------------------- | ----------------------- | ----------------------- | ----------------------- | ----------------------- | ----------------------- | ----------------------- | ----------------------- |
| 1857                    | 1869                    | 1880                    | 1890                    | 1900                    | 1910                    | 1921                    | 1931                    | 1948                    | 1953                    | 1961                    | 1971                    | 1981                    | 1991                    | 2001                    | 2011                    | 2021                    |
| 248                     | 316                     | 325                     | 398                     | 401                     | 509                     | 525                     | 466                     | 410                     | 512                     | 455                     | 381                     | 353                     | 318                     | 181                     | 204                     | 113                     |

### Censo de 1991
En el censo de 1991, la aldea de Novi Varoš tenía 318 habitantes con la siguiente composición étnica:
| Total | Croatas | Serbios | Musulmanes | Jugoslavos | Otros |
| ----- | ------- | ------- | ---------- | ---------- | ----- |
| 318   | 221     | 57      | 9          | 21         | 10    |